# Gladiolus carneus
Gladiolus carneus är en irisväxtart som beskrevs av François Delaroche. Gladiolus carneus ingår i släktet sabelliljor, och familjen irisväxter. Inga underarter finns listade i Catalogue of Life.

## Bildgalleri

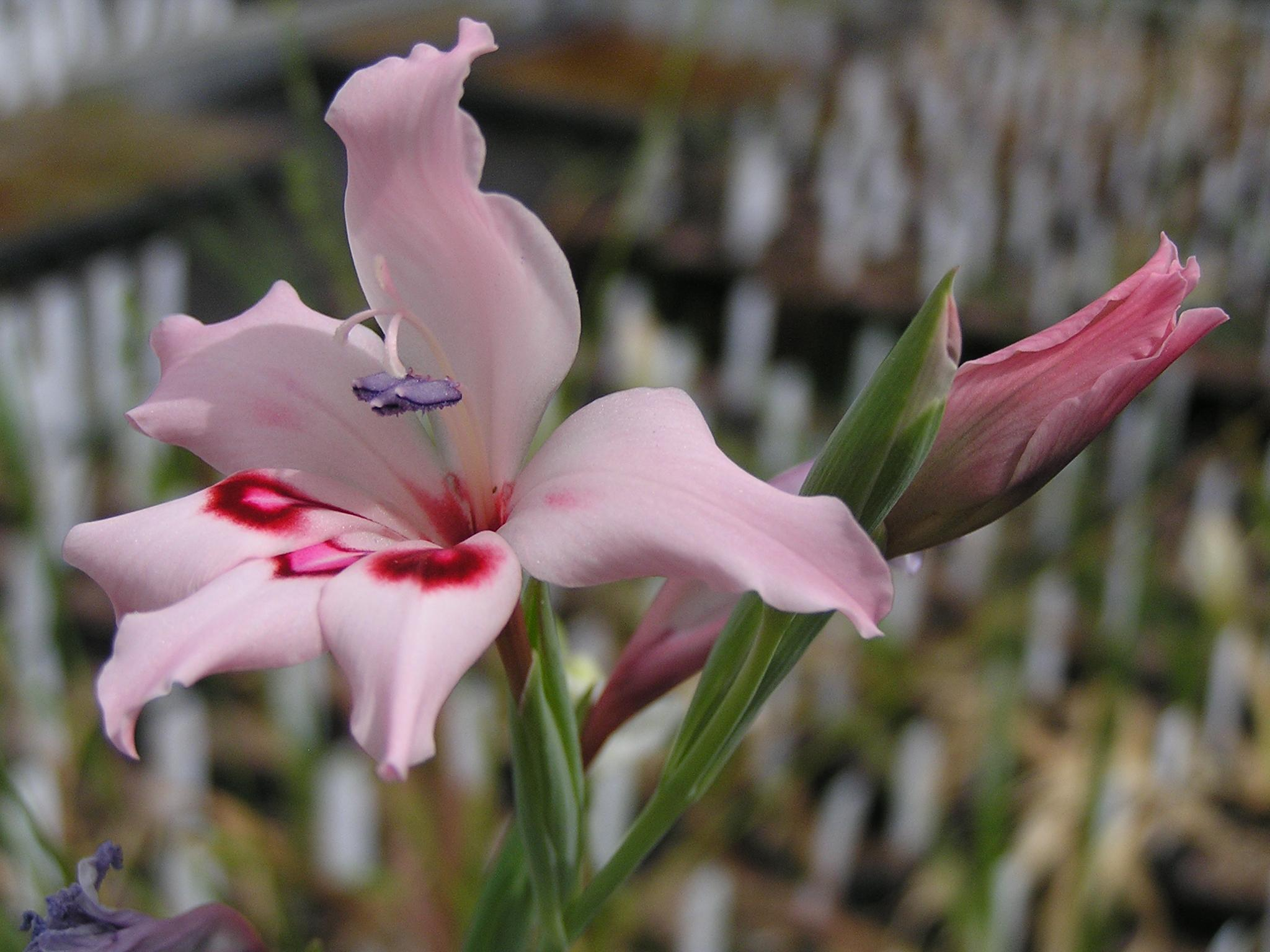
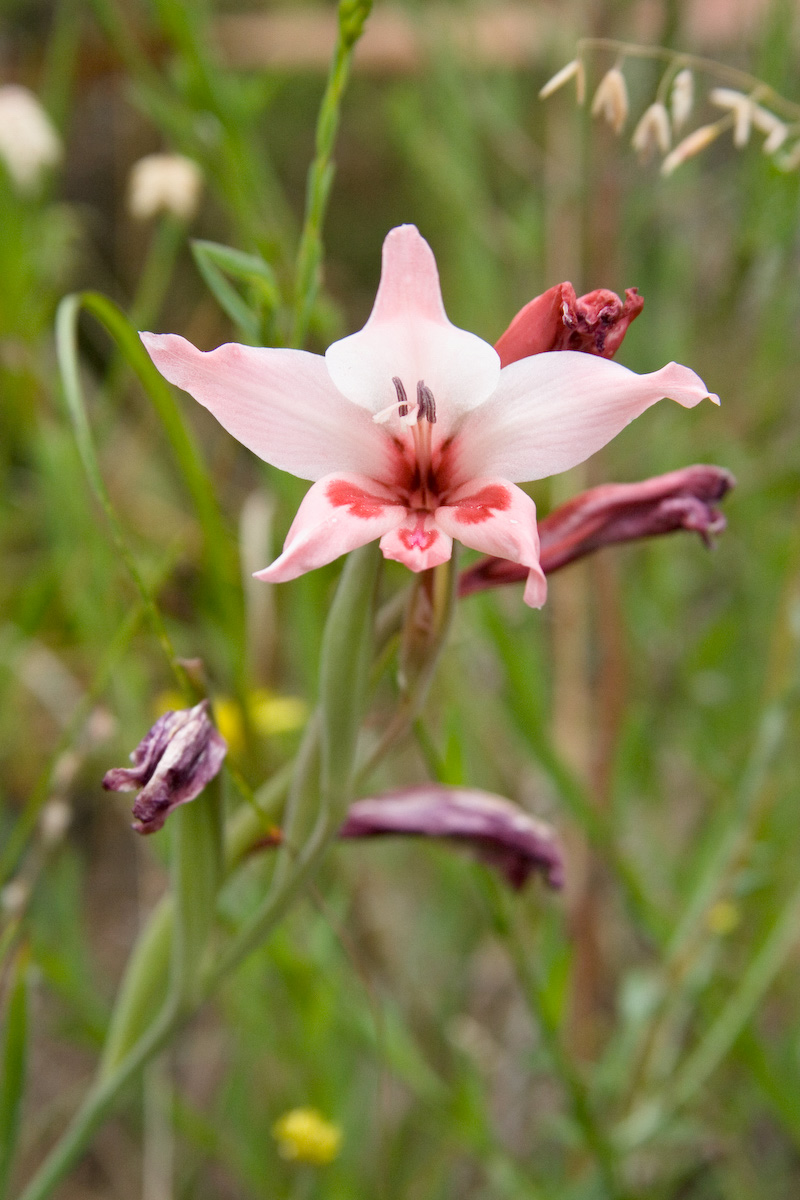
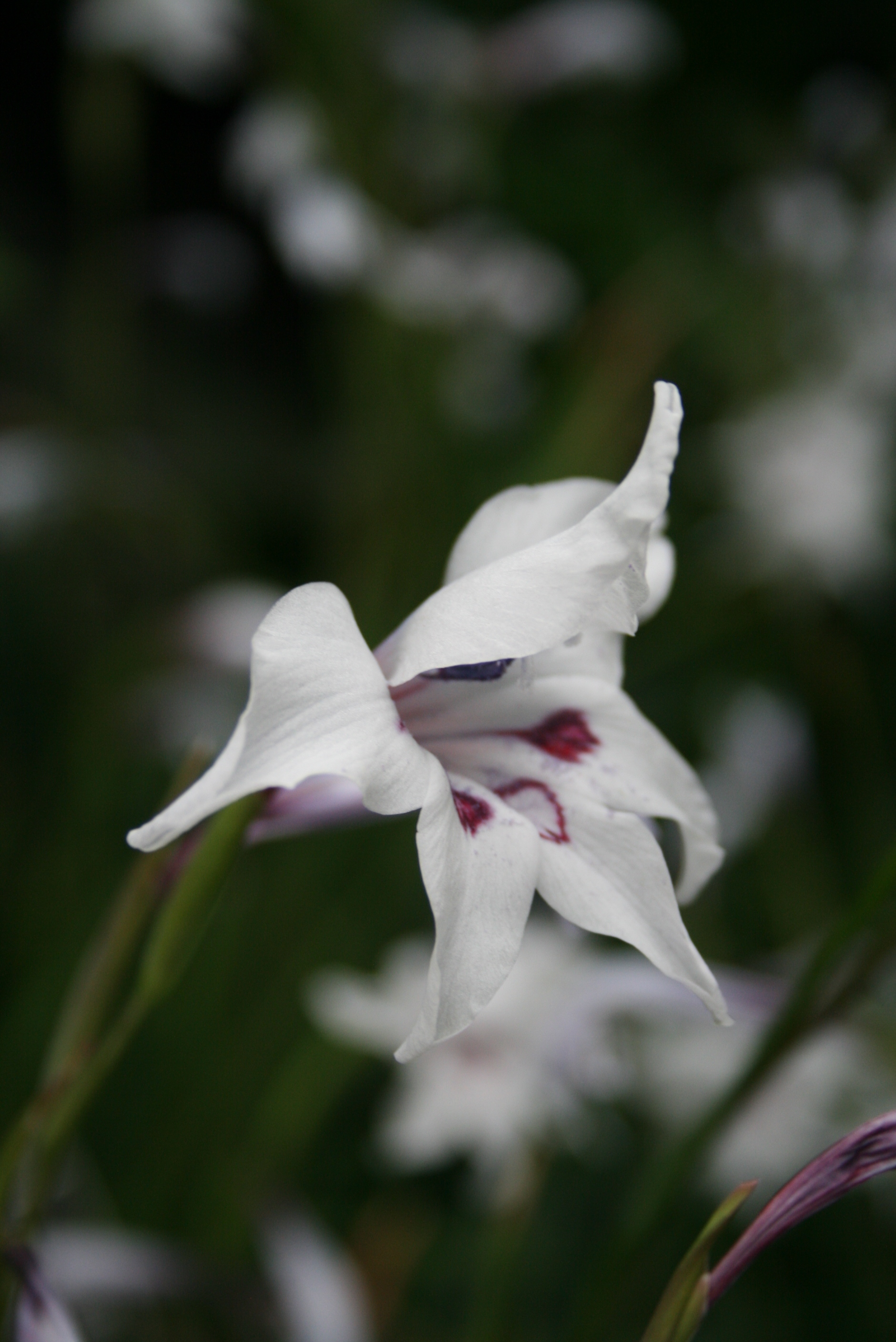
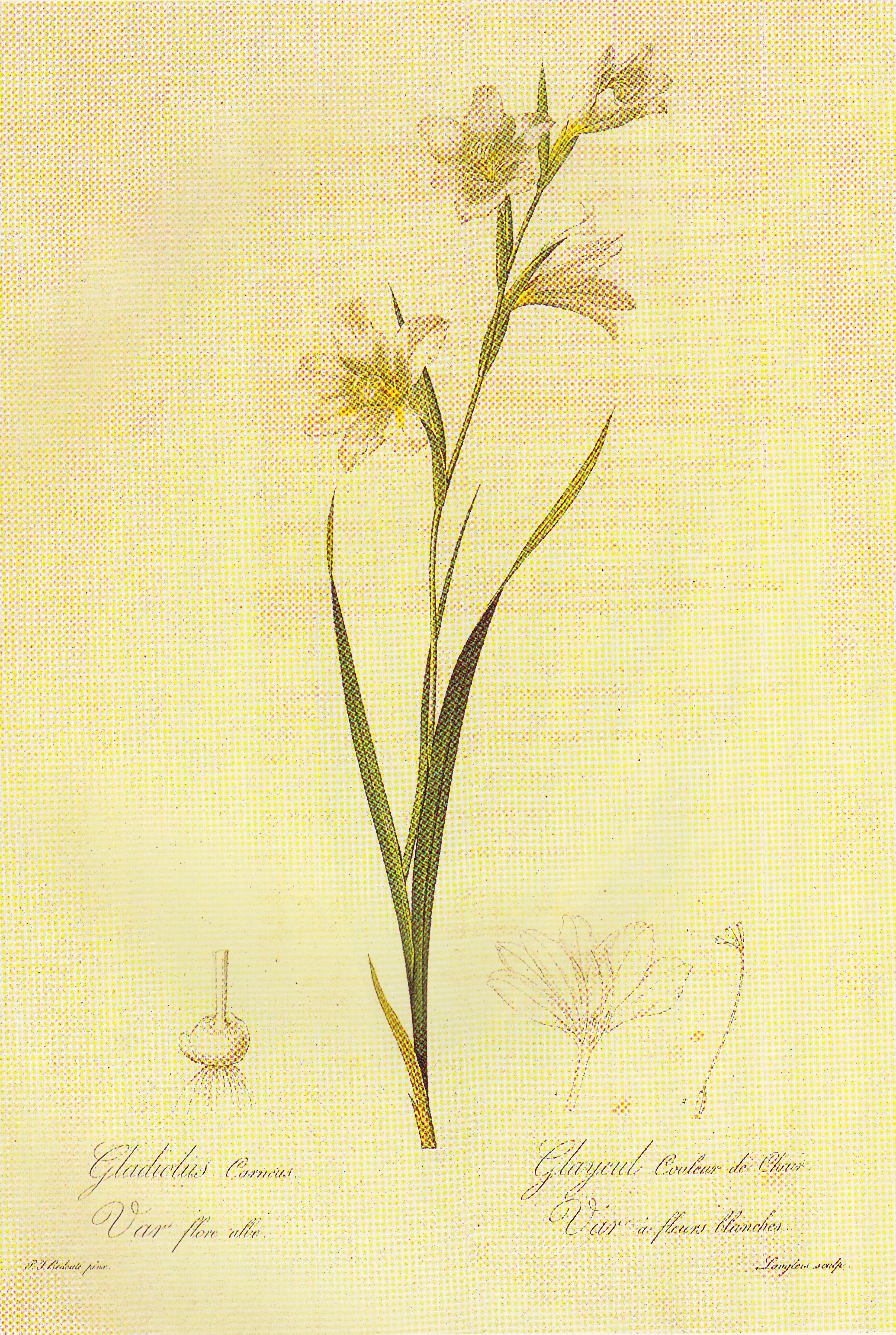
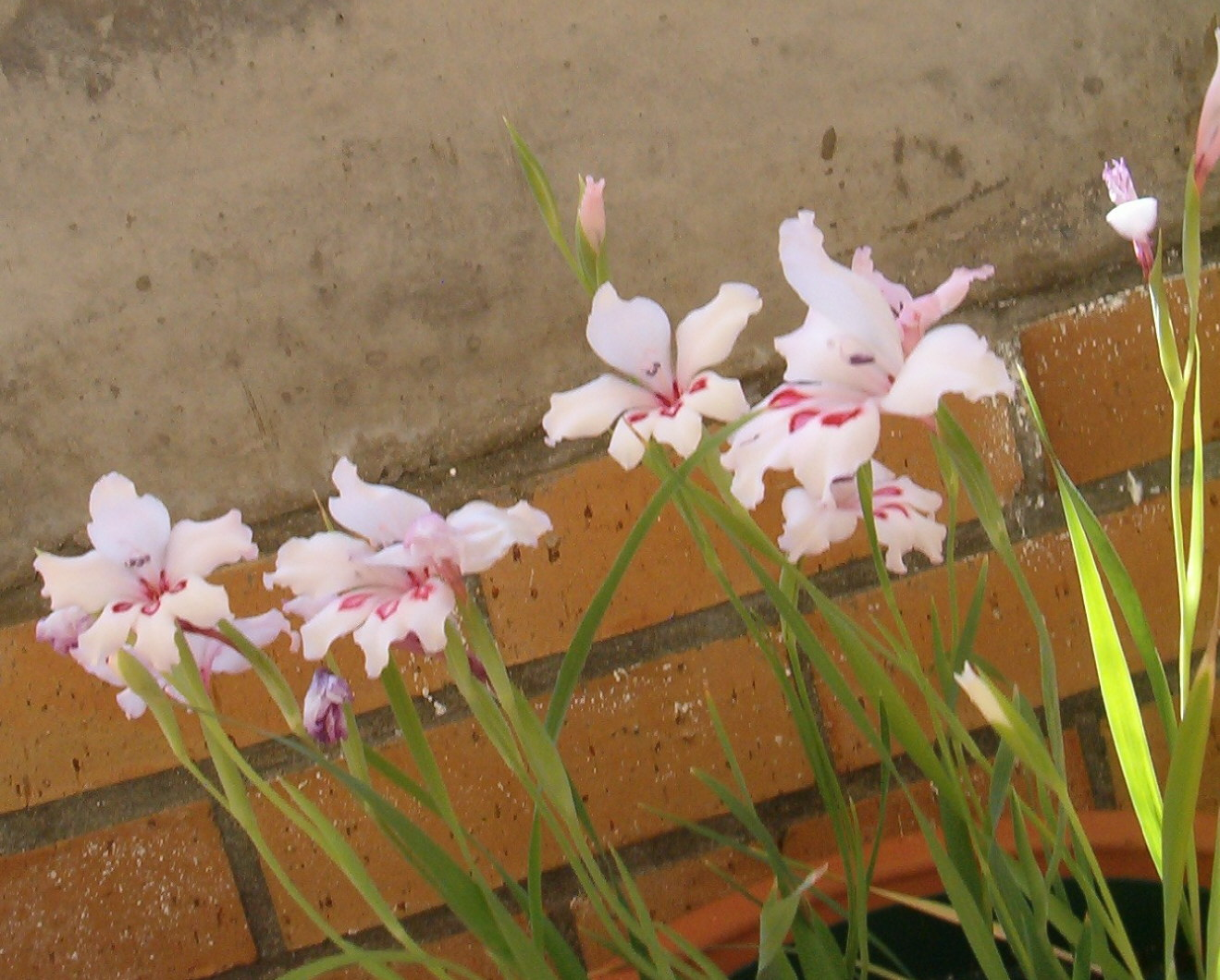
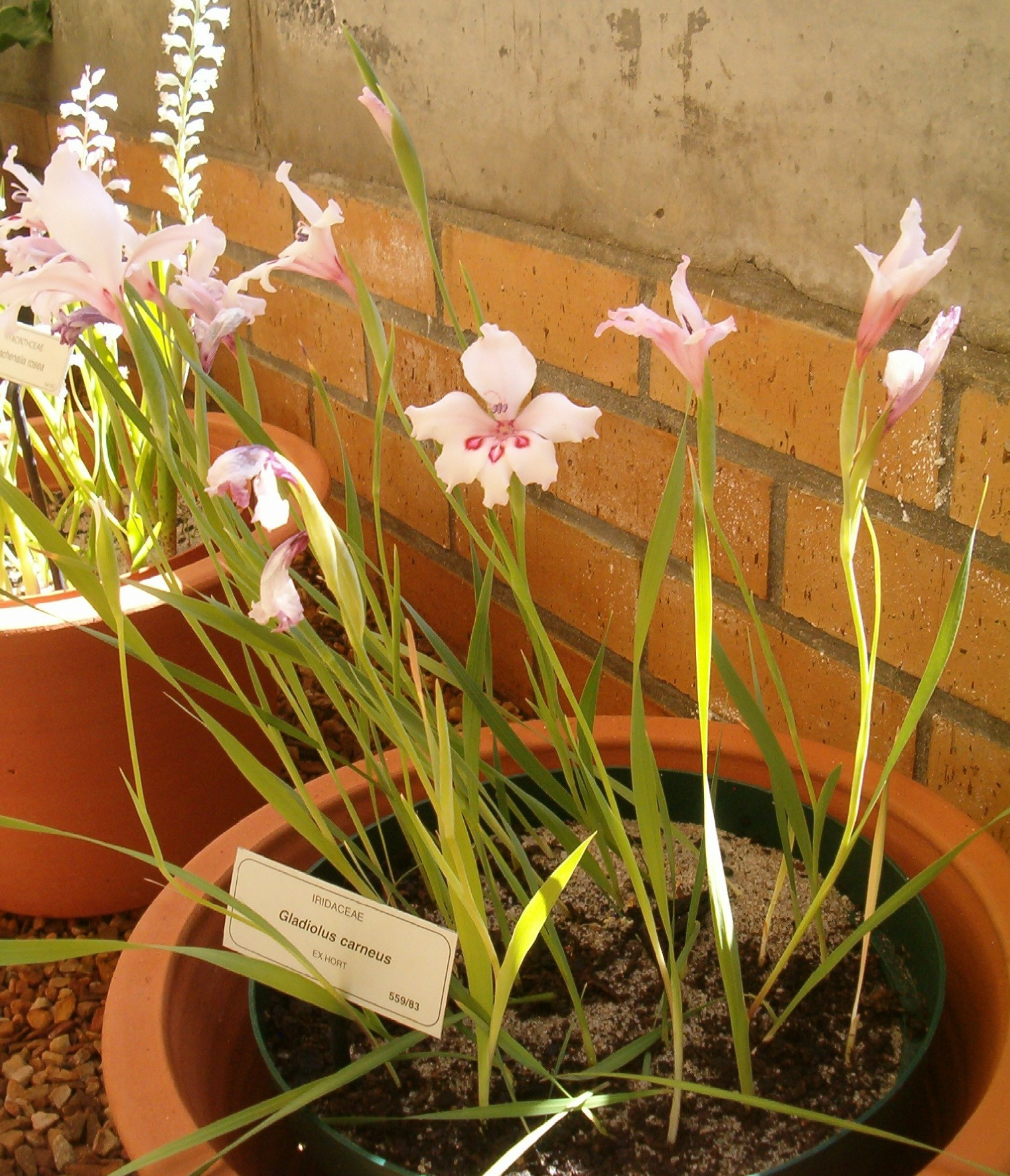